# Aphidnai

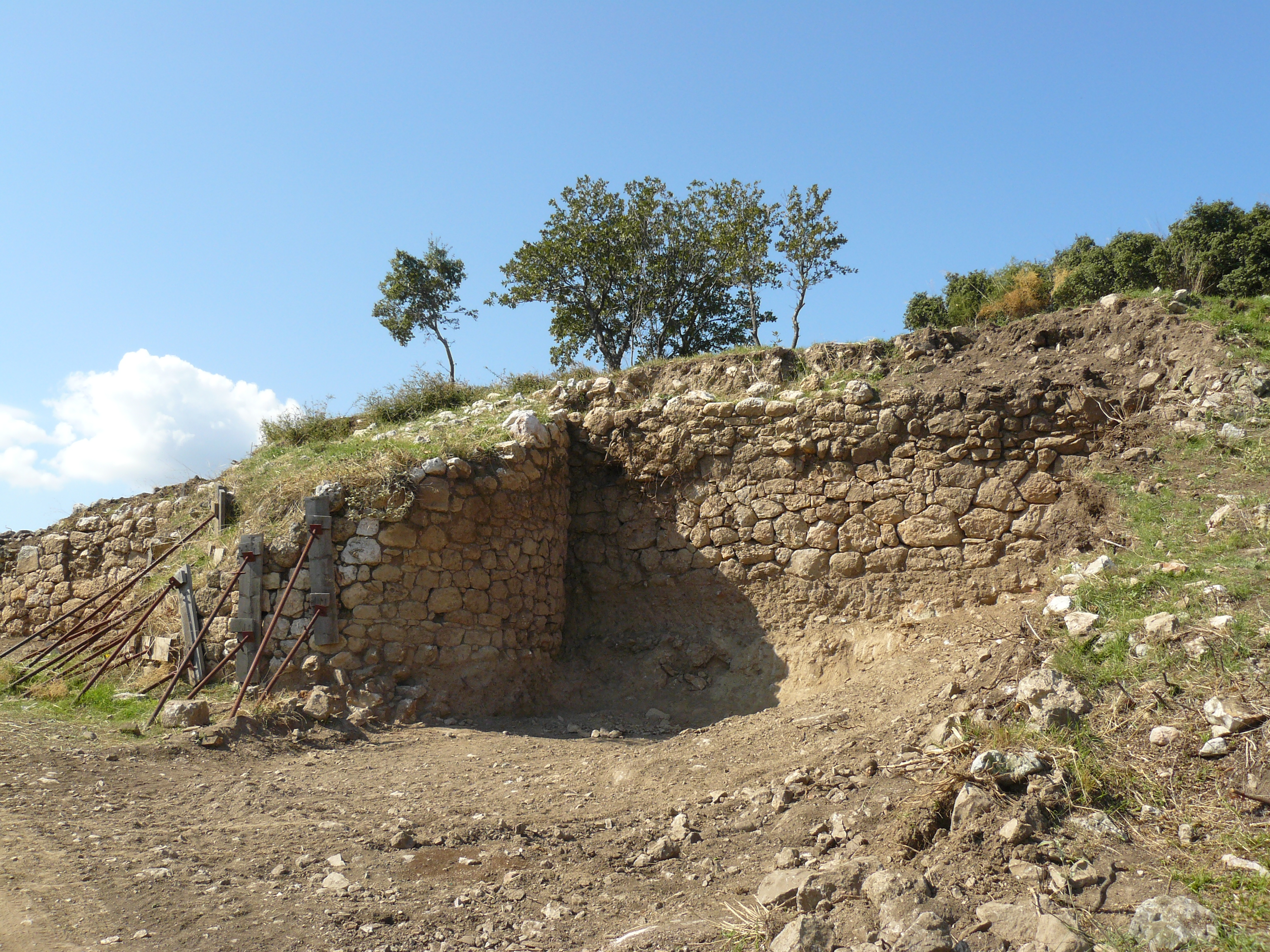
Befestigung von Aphidnai auf dem Kotroni-Hügel. Polygonales Mauerwerk und links Reste eines runden Turms

Aphidnai, Aphidnae oder Aphidna (altgriechisch Ἀφίδναι oder Ἀφίδνα) war ein antiker Ort nordöstlich von Athen. Er gehörte zur attischen Phyle Aiantis. Reste der sogenannten Burg des Theseus wurden auf dem 366 Meter hohen Kotroni-Hügel, der heute drei Kilometer südlich von Kapandriti liegt, ausgegraben. Von hier kann man die gesamte Ebene überblicken. Einen Kilometer südlich befindet sich der Marathon-See und sechs Kilometer in nordwestlicher Richtung der Ort Afidnes – das moderne Aphidnai.

## Überlieferung
Aphidnai war einer der zwölf Demen des Kekrops I. Hier soll auch Theseus die geraubte Helena versteckt haben. Seine Mutter Aithra soll sich um sie gekümmert haben. Die Dioskuren, Helenas Brüder, hatten schließlich ihren Aufenthaltsort nach einer Version des Plutarch von Akademos, nach einer Version des Herodot von den Dekeleiern erfahren, eroberten die Stadt, befreiten Helena und führten Aithra gefangen fort. 412 v. Chr. eroberten die Spartaner die wichtige Grenzfestung und schnitten so Athen von der Belieferung mit Getreide von Euböa ab. Eine Inschrift aus Athen aus der Regierungszeit des römischen Kaisers Hadrian belegt, dass Aphidnai auch noch damals bewohnt war und einer Klaudia Tertulla gehörte.
Die athenischen Feldherren Kallimachos und Kallistratos stammten aus Aphidnai.

## Erforschung
George Finlay lokalisierte erstmals Aphidnai auf dem Kotroni-Hügel. Der befestigte Burgberg hat eine Ausdehnung von etwa 125 Metern in nord-südliche Richtung und eine Breite von etwa 40 Metern. Die Mauerstärke beträgt ungefähr zwei Meter. Aus dem jetzigen Forschungsstand kann das genaue Alter der Mauer nicht bestimmt werden. Eine Datierung in die Hellenistische Zeit scheint jedoch wahrscheinlich. Die hier gefundenen Scherben stammen aus dem Mittelhelladikum und der mykenischen Zeit, ferner fanden sich hellenistische Schwarzfirnis-Keramik und Keramik aus Byzantinischer Zeit.
1,5 Kilometer südlich des Hügels, auf der anderen Seite des Charadra-Flusses, untersuchte zunächst George Finlay ein Hügelgrab mit einem Durchmesser von 24 m. Er fand jedoch nur zwei mittels Blei reparierte Tonkrüge. Im Oktober und November 1894 unternahmen die schwedischen Forscher Sam Wide und Lennart Kjellberg eine weitere Untersuchung des Tumulus. Sie fanden dort 13 Gräber – sechs Pithosgräber, zwei Kistengräber und fünf Schachtgräber – und eine bis zu dieser Zeit unbekannte Keramik. Sie wird heute der mittelhelladischen Zeit zugeordnet.